# Zosterops ficedulinus
Zosterops ficedulinus là một loài chim trong họ Zosteropidae.